# Jr. Pac-Man

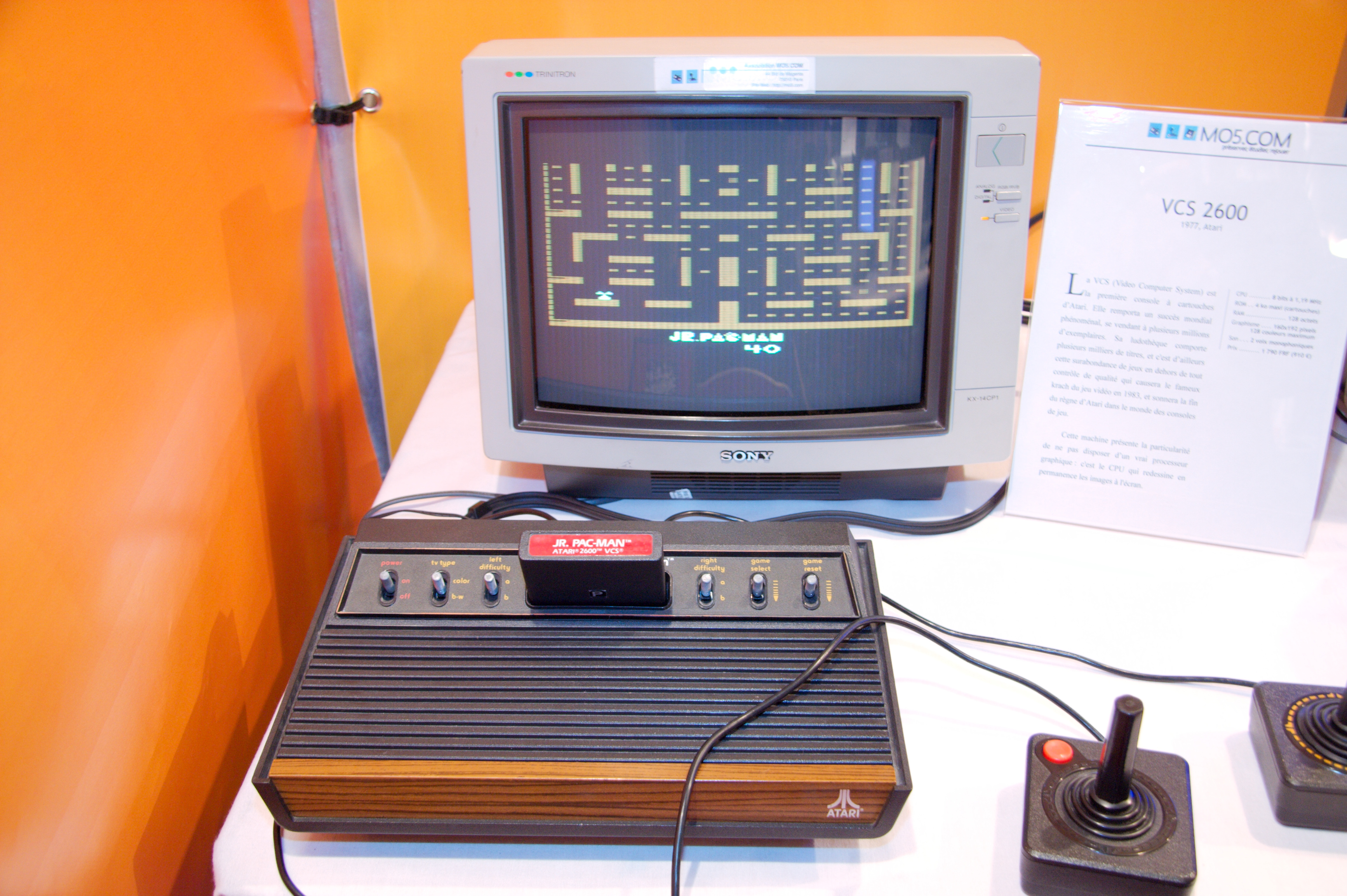
Jr. Pac-Man auf dem Atari 2600

Jr. Pac-Man ist eine Arcadespiel aus dem Jahre 1983, das von dem US-amerikanischen Spieleentwicklungsunternehmen Bally Midway veröffentlicht wurde. Es basiert auf dem Pac-Man-Spielprinzip, aber es gehört nicht zur offiziell veröffentlichten Serie der Pac-Man-Spiele, wie z. B. Baby Pac-Man. Dieses Spiel wurde ohne die Zustimmung der Firma Namco produziert, die die Rechte an der Figur Pac-Man hält.

## Spielprinzip
Das Spielprinzip von Jr. Pac-Man ist sehr nah an das Original Pac-Man angelehnt. Das Labyrinth ist in diesem Spiel dreimal so breit wie das sichtbare Spielfeld und eine virtuelle Kamera verfolgt Junior Pac Man nach links und rechts, wenn die Spielfigur aus dem sichtbaren Bildschirm zu verschwinden droht. Dies kann dazu führen, dass nicht immer alle Geister im sichtbaren Spielfeld zu sehen sind. Insgesamt gibt es sieben unterschiedliche Labyrinthe im ganzen Spiel und keines dieser Levels hat, wie bei anderen Pac-Man Spielen üblich, Tunnel durch die der Spieler schnell von einer Seite des Spielfeldes zur anderen wechseln kann. In den einzelnen Labyrinthen sind sechs anstatt vier Energiepillen verteilt.

## Portierungen des Spiels
Dadurch, dass das Arcadespiel nicht besonders populär war, wurden lediglich Portierungen für die Atari 2600 Spielkonsole, DOS-PCs und den Commodore 64 entwickelt. 1997 erschien noch eine Version für den Atari 400/800. Pläne für eine Portierung auf den Atari 5200 wurden wegen des Video Game Crash 1983 nicht umgesetzt; es existiert jedoch ein Prototyp.